# Federacijski toranj
Federacijski toranj (ruski: Башня Федерации) je sklop dvaju nebodera u Moskovskom međunarodnom poslovnom centru. S 374 metra visine (Istočni toranj) smatra se najvišom građevinom u Rusiji i Europi. Prije rasklapanja antene, visina tornja iznosila je 450 metara.
Zdanje se sastoji od dvaju tornjeva na istom podiju. Istočni toranj je viši i ima 95, a zapadni toranj ima 63 kata. Gradio se u razdoblju između 2009. i 2014. Izgradnja nebodera dijelom je nadahnuta newyorkškim Blizancima.
Cjelokupna izgradnja obaju tornjeva stajala je 1,2 milijarde američkih dolara. O izgradnji najvišeg nebodera u ruskoj povijesti snimljena su dva dokumentarna filma: prvi Discovery Channela iz 2009. i onaj ruskog televizijskog kanala Moskva 24 tri godine kasnije.
Francuski penjač Alain Robert uspeo se do samoga vrha Istočnog tornja u rujnu 2007. godine.

## Vanjske poveznice
- Službene stranice  Arhivirana inačica izvorne stranice od 23. ožujka 2017. (Wayback Machine) (engl.)